# Hondoniscus kitakamiensis
Hondoniscus kitakamiensis är en kräftdjursart som beskrevs av Albert Vandel1968. Hondoniscus kitakamiensis ingår i släktet Hondoniscus och familjen Trichoniscidae. Inga underarter finns listade i Catalogue of Life.